# Rimski konzul
Za moderno značenje riječi konzul kao predstavnika jednog grada u državi ili području druge zemlje, vidi Konzul (predstavnik).
Konzul (lat. consul, mn. consules) u starom Rimu naziv dvojice najviših državnih službenika otkako je 510. pr. Kr. osnovana republika, biranih na godinu dana od centurijskih skupština, do 449. pr. Kr. nazivanih praetores, što ukazuje na vojno obilježje njihovog položaja. Vlast je vršena zajednički, iako je formalna razlika postojala (collega maior i collega minor), uvjetovana godinama starosti. Za konzula je mogao biti izabran samo onaj koji je iza sebe već imao političku karijeru.
Licinijev zakon iz 367. pr. Kr., potvrđen plebiscitom 312. pr. Kr., predviđa da jedan od konzula može biti i plebejac, a 172. pr. Kr. su po prvi put oba konzula plebejci.
Konzuli su stupali na dužnost 15. ožujka a od 153. pr. Kr. od 1. siječnja i po njima je nazivana godina. Tijekom razdoblja republike, vojni prerogativi (posebna ili isključiva prava) činili su glavni dio konzularne vlasti (imperium consulare). U ratu su podijelili zapovjedništvo nad vojskom na dva posebna ratišta, ali su mogli djelovati i skupno – u tom su se slučaju mijenjali u zapovjedništvu. U početku su mogli čak stvarati i saveze i ugovore, a kasnije su se morali ograničiti samo na vojne uredbe, a ako je bilo političkih, imale su samo preliminarnu osobinu dok ih Senat ne odobri.
Svoje vojne dužnosti konzuli nisu mogli izvršavati u Rimu, a od Sulina vremena ni u Italiji, izuzev glede vojne obveze i svog trijumfa. Ipak, u izuzetnim slučajevima u Italiji, ali izvan Rima, mogli su dobiti neograničenu vlast. Isprva su konzuli birali i vojne tribune, što je kasnije prešlo na komicijske skupštine, a konzulima ostaje samo izbor centuriona i dekuriona. Po isteku roka, konzul je po odluci Senata mogao ostati još jednu godinu na čelu jedne ili više provincija s titulom prokonzula.
Tijekom razdoblja Carstva konzuli su najviši predstavnici Senata i zajedno sa senatom i gube postupno svaki značaj, prije svega u vojnom. U Dioklecijanovo doba, konzuli su još samo počasna zvanja, a u Konstantinovo doba, Konstantinopolis je bio sjedište jednog konzula sve do polovine 6. stoljeća.

## Zadaće konzula:
- pravo sazivanja senata i narodnih skupština, te iznošenje zahtjeva za zakonima
- briga za provedbu senatskih i narodnih zaključaka
- predsjedanje pri comitia centuriata (izbori)
- prijem poslanstava iz inozemstva i po potrebi njihovo dovođenje pred senat

Usto, imali su vjerske obveze: izvođenje auspicija, rituali žrtvovanja i posvećivanja hramova. 

## Službena odora i insignije:
- toga praetexta (toga sa širokom grimiznom prugom)
- sella curulis (stolac na rasklapanje od bjelokosti)
- dvanaest liktora
- Na bojnom polju konzul je nosio paludamentum, kratki crveni plašt

## Konzularna zvanja:
- Consul designatus - izabrani konzul koji još nije stupio na dužnost
- Consulares - bivši konzuli; oni su činili posebnu, utjecajnu skupinu u Senatu.